# Gare de Chépy - Valines
La gare de Chépy - Valines est une gare ferroviaire française fermée de la ligne d'Abbeville à Eu, située sur le territoire de la commune de Chépy, à proximité de Valines, dans le département de la Somme, en région Hauts-de-France.
C'était une halte ferroviaire de la Société nationale des chemins de fer français (SNCF), desservie par des trains TER Hauts-de-France jusqu'à la fermeture de la ligne en 2018.

## Situation ferroviaire
Établie à 98 m d'altitude, la gare de Chépy - Valines est située au point kilométrique (PK) 193,374 de la ligne d'Abbeville à Eu (fermée), entre les gares fermées d'Acheux - Franleu et de Feuquerolles.

## Histoire
La ligne de Feuquières à Ponthoile, infrastructure ferroviaire militaire de la Première Guerre mondiale (ayant servi en 1918 et en 1919), se joignait à la ligne d'Abbeville à Eu (mise à double voie dès 1915) pour traverser la gare de Chépy - Valines, où d'importants travaux avaient eu lieu pour l'adapter à son nouveau — mais temporaire — rôle de bifurcation.
En mai 2018, la ligne d'Abbeville à Eu est fermée ; le trafic ferroviaire est remplacé par une substitution routière.